# كنائس كاثوليكية مستقلة
الكنائس الكاثوليكية المستقلة (بالإنجليزية: Independent Catholic churches)‏ هي مجموعات دينية مسيحية، صغيرة في الأغلب، يرأسها أساقفة، وتتبع التقليد الكاثوليكي ولكن دون أن تتبع الكنيسة الرومانية الكاثوليكية ولا أيًا من الكنائس التي تعترف بها تلك الكنيسة.
لا تندرج تحت هذا التصنيف كنيسة إنجلترا ولا الكنائس الأخرى المؤلفة للاتحاد الأنغليكاني.